# John Nihlén
John Valfrid Nihlén, född 8 mars 1901 i Kristinehamn, död 26 mars  1983 i Lund, var en svensk arkeolog och folklivsforskare. Han var far till konstnären Staffan Nihlén samt till journalisten och kulturskribenten Björn Nihlén, född 1927.
Nihlén disputerade för doktorsgraden 1927 med en avhandling om Gotlands stenåldersboplatser. Han hade 1924–1926 lett de arkeologiska utgrävningarna vid Stora Torget i Visby. Nihlén utgav även 1933 tillsammans med Gerda Boëthius utgivna Gotländska gårdar och byar under äldre järnåldern. Tillsammans med Stig Dagerman skrev han manus till filmen En natt på Glimmingehus 1954. Nihlén var 1956–1969 ordförande i Samfundet för hembygdsvård, och 1936–1969 redaktör för samfundets tidskrift Bygd och natur. År 1969 erhöll han professors namn. Nihlén var en förgrundgestalt inom svensk kulturmiljövård och gav ut en mängd arbeten inom sitt område. Förutom de ovan nämnda märks Järnhantering på Gotland (1927), Från det okända Gotland (1929), Sagornas ö (1929), samt Gutar jag mött (1977).
John Nihlén var redaktör för och skrev inledningen till Studiebok i energi- och miljöproblemen, Energi till Döds?, som utgavs 1973. 
Vidare utgav Nihlén 1979, tillsammans med sonen Björn Nihlén (journalist och kulturskribent), boken Sällsamheter i Skåne. År 1981 utgav han boken Sällsam natur i Skåne.
John Nihlén är begravd på Norra kyrkogården i Lund.